# ポア島
ポア島 (Poa Island、Ostrov Tumannyi or Tumannoi;とも。 アレウト語名：Saduuĝinax̂。)はアラスカ州アリューシャン列島フォックス諸島を構成する島の一つで、アクン島の南の沖合0.99マイル (1.59 km)の所にある島。

## 地理
長さ0.62マイル (1.00 km)、最高点は標高は200フィート (61 m)である。

## 歴史
合衆国魚類野生生物局により1888年にイチゴツナギ属にちなんで名づけられた。ミハイル・ドミトリエヴィッチ・テベンコフはこの島を"foggy island."を意味する"Ostrov Tumannyi,"と呼んだ。